# Viljem II. Nizozemski
Viljem II. Nizozemski, nizozemski kralj, * 6. december 1792, Haag, Nizozemska, † 17. marec 1849, Tilburg, Nizozemska.

## Življenje
Viljem se je rodil 6. decembra 1792 v Haagu. Bil je najstarejši sin kasnejšega nizozemskega kralja Viljema I in njegove žene pruske princese Wilhelmine. Ko je bil star 3 leta, je zaradi francoske invazije in umika britanskih čet skupaj z družino zapustil Nizozemsko, ter odšel v Anglijo. Svojo mladost je preživljal v Berlinu na pruskem dvoru. Temu je služilo vojaško izobraževanje in služenje v pruski vojski. Potem je študiral na univerzi v Oxfordu.
Kmalu je vstopil v britansko vojsko in leta 1811 postal pribočnik Arthurja Wellesleya. Skupaj z njim se je udeležil bojev na iberskem polotoku. V vojski je 2. junija 1811 dobil čin podpolkovnika in 21. oktobra pa je bil povišan v polkovnika. 8. septembra je postal pribočnik britanskega prestolonaslednika Jurija  in bil 14. decembra 1813 povišan v generalmajorja. Leta 1813 se je potem, ko je njegov oče postal kralj, vrnil na Nizozemsko. Leta 1815 je bil Viljem imenovan za prestolonaslednika. Istega leta se je zaradi Napoleonovega bega z Elbe spet priključil vojski. V bojih proti Napoleonu je sodeloval kot poveljnik prvega zavezniškega korpusa. Z njim je sodeloval v bitkah pri Quatre Brasu in Waterlooju, v kateri je bil ranjen.
Leta 1814 je bil na kratko zaročen s princeso Šarloto Valižansko, edino hčerko valižanskega princa Jurija, ter kasnejšega kralja Jurija IV. Zaroko je uredil prav Jurij, vendar pa so jo zaradi nasprotovanja Šarlotine matere in Šarlotine nepripravljenosti, da se preseli na Nizozemsko, razdrli. Tako se je Viljem 21. februarja 1816 v Sankt Peterburgu  poročil z veliko vojvodinjo Ano Pavlovo, najmlajšo sestro ruskega carja Aleksandra I.  Poroko je uredil Aleksander, da bi z njo zapečatil dobre odnose med Rusijo in Nizozemsko.
Viljem II je užival veliko popularnost v današnji Belgiji (takrat južni Nizozemski), kot tudi na Nizozemskem zaradi njegove prijaznosti in zmernosti. Leta 1830 je izbruhnila belgijska revolucija in Viljem je kot mirovni posrednik poskušal doseči sporazum z belgijskimi revolucionarji.  Na pogajanjih je dosegel sporazum, po katerem bi dobila Belgija avtonomijo, vendar bi ostala v personalni uniji z Nizozemsko. Toda njegov oče Viljem je zavrnil pogoje sporazuma, zaradi česar so postali odnosi z očetom precej napeti.
V avgustu 1831, je Viljem poveljeval nizozemskim silam, ki so bile poslane v Belgijo, da zadušijo upor. Toda že po 10 dneh bojev se je morala nizozemska vojska umakniti na sever zaradi francoskega posredovanja. Evropske sile so za novega kralja Belgije ustoličile Leopolda iz rodbine Saxe-Coburg-Gotha. Mir med Belgijo in Nizozemsko je bil dokončno sklenjen leta 1839.
7. oktobra  1840 se je njegov oče odpovedal prestolu in Viljem ga je nasledil kot Viljem II. Podobno kot oče je bil konservativen  in  nepripravljen sprožiti spremembe, vendar pa se je za razliko od očeta manj mešal v politiko. Leta 1848 so izbruhnile revolucije po vsej Evropi. Tudi Viljem se je bal, da bo revolucija izbruhnila na Nizozemskem. Nekega jutra, ko se je zbudil, je dejal:  V eni noči sem se iz konservativca  postal liberalec. Zato je ukazal  napisati novo liberalno ustavo, ki je precej omejila kraljevo moč in povečala moč parlamenta. Ustava velja še danes. Viljem je nenadno umrl v Tilburgu 7. marca 1849. Na prestolu ga je nasledil njegov sin Viljem III.
Bil je tudi 869. vitez Reda zlatega runa v Španiji.